# Trochulus suberectus
Trochulus suberectus is een slakkensoort uit de familie van de Hygromiidae. De wetenschappelijke naam van de soort is voor het eerst geldig gepubliceerd in 1873 door Clessin.